# Steinweichsel
Die Steinweichsel, Felsen- oder Weichselkirsche (Prunus mahaleb) ist eine Pflanzenart aus der Gattung Prunus und der Familie der Rosengewächse (Rosaceae).

## Aussehen, Merkmale
Die Steinweichsel ist ein kleiner, meist 2–6 m (selten bis 10 m) hoher Baum oder großer Strauch. Die 4–8 cm langen, wechselständigen, oft leicht eingefalteten und kurz gestielten Blätter sind meist kahl, glänzend, ei- bis herzförmig und spitz und am Rand gekerbt, mit kurzen, stumpfen Kerbzähnen. Die Nebenblätter fallen früh ab. Am Blattstiel können Drüsen vorhanden sein.
Die Blüten der Steinweichsel sind meist zwittrig oder dann funktionell weiblich, sie ist also gynodiözisch.
Die weißen, etwa 1 cm breiten, duftenden und gestielten Blüten sind fünfzählig, mit doppelter Blütenhülle. Sie stehen zu 4–12 in einer Schirmtraube. Die grünen, zurückgelegten Kelchzipfel sind klein und die Petalen sind eiförmig bis elliptisch, rundlich. Die vielen Staubblätter mit weißen Staubfäden und gelben bis orangen Antheren sitzen auf dem Rand des Blütenbechers. Der Nektar wird innen vom Blütenbecher abgesondert. Der Fruchtknoten ist mittelständig mit einem langen Griffel mit kopfiger Narbe. Die rundlichen Steinfrüchte der Steinweichsel sind klein, etwa 8 mm groß und schwärzlich, der etwa 5 mm große Steinkern (das Putamen) ist glatt. Die Steinweichsel blüht etwa im April bis Mai.
Die Chromosomenzahl beträgt 2n = 16.

## Vorkommen und Verbreitung

Natürliches Verbreitungsgebiet der Weichsel-Kirsche

Die Steinweichsel kommt von Marokko, Spanien und Frankreich entlang des nördlichen Mittelmeergebiets und auf dem Balkan bis Klein- und Vorderasien vor. Die mitteleuropäischen Vorkommen beschränken sich ursprünglich auf die wärmebegünstigten Regionen wie Kaiserstuhl, Altmühltal und Nahegebiet, in Österreich Thermenlinie und Weinviertel.
Die Steinweichsel wächst in trockenen, sonnigen Gebüschen, Hecken und Flaumeichenwäldern, sie ist kalkhold und wärmeliebend. Sie ist in Mitteleuropa eine Charakterart des Prunetum mahaleb aus dem Verband Berberidion, kommt aber auch in Gesellschaften der Ordnung Quercetalia pubescentis vor.
Durch die Verwendung als Zierstrauch und Pfropfunterlage ist sie über das ursprüngliche Verbreitungsgebiet hinaus auch an anderen Stellen anzutreffen.
Die ökologischen Zeigerwerte nach Landolt & al. 2010 sind in der Schweiz: Feuchtezahl F = 1+ (trocken), Lichtzahl L = 3 (halbschattig), Reaktionszahl R = 4 (neutral bis basisch), Temperaturzahl T = 4+ (warm-kollin), Nährstoffzahl N = 2 (nährstoffarm), Kontinentalitätszahl K = 4 (subkontinental).

## Verwendung

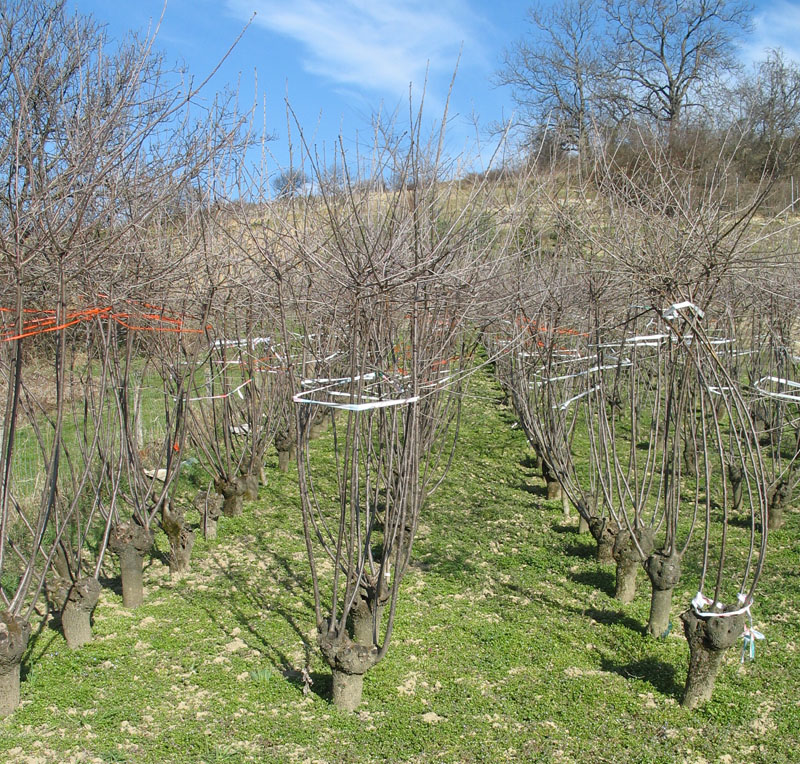
Weichselrohrkultur

Die Steinweichsel wurde früher vor allem in Ostösterreich, Ungarn und den Vogesen wegen ihres duftenden Holzes für Pfeifenrohre und Gehstöcke verwendet und dazu auch kultiviert. Die Kulturmethode wurde im frühen 19. Jahrhundert in Baden bei Wien entwickelt und zu einer regional bedeutsamen Sonderkultur. Die arbeitsaufwändige Produktion von Ausschlagruten erfolgte mit 4-jähriger Umtriebszeit auf wenige hundert Quadratmeter großen Parzellen. Letzte Reste dieser Kopfbaum-Kulturen existieren noch im nördlichen Burgenland im Raum Mattersburg.
Heute wird die Art vor allem als Ziergehölz gepflanzt und als Veredelungsunterlage für die Kultur von Sauerkirschen in trocken-warmen Gegenden verwendet. Die Früchte der Steinweichsel sind nicht genießbar, allerdings werden im westasiatischen Raum die gemahlenen Kerne unter dem Namen Mahlab als Gewürz verwendet, worauf auch der wissenschaftliche Name der Art Bezug nimmt.

## Ähnliche Arten
Verwechselungsmöglichkeiten bestehen mit der Gewöhnlichen Traubenkirsche (Prunus padus), von dieser unterscheidet sie sich durch die glatten Blätter, die kürzere Blütentraube und den glatten Stein. Die Traubenkirsche bevorzugt darüber hinaus deutlich feuchtere Standorte als die Steinweichsel.

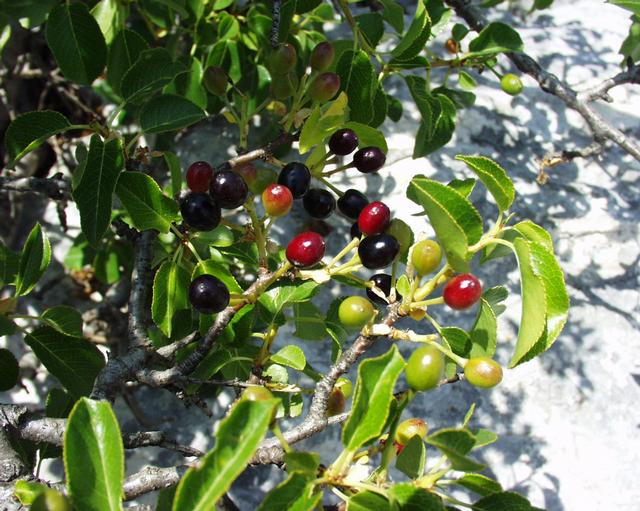
Früchte
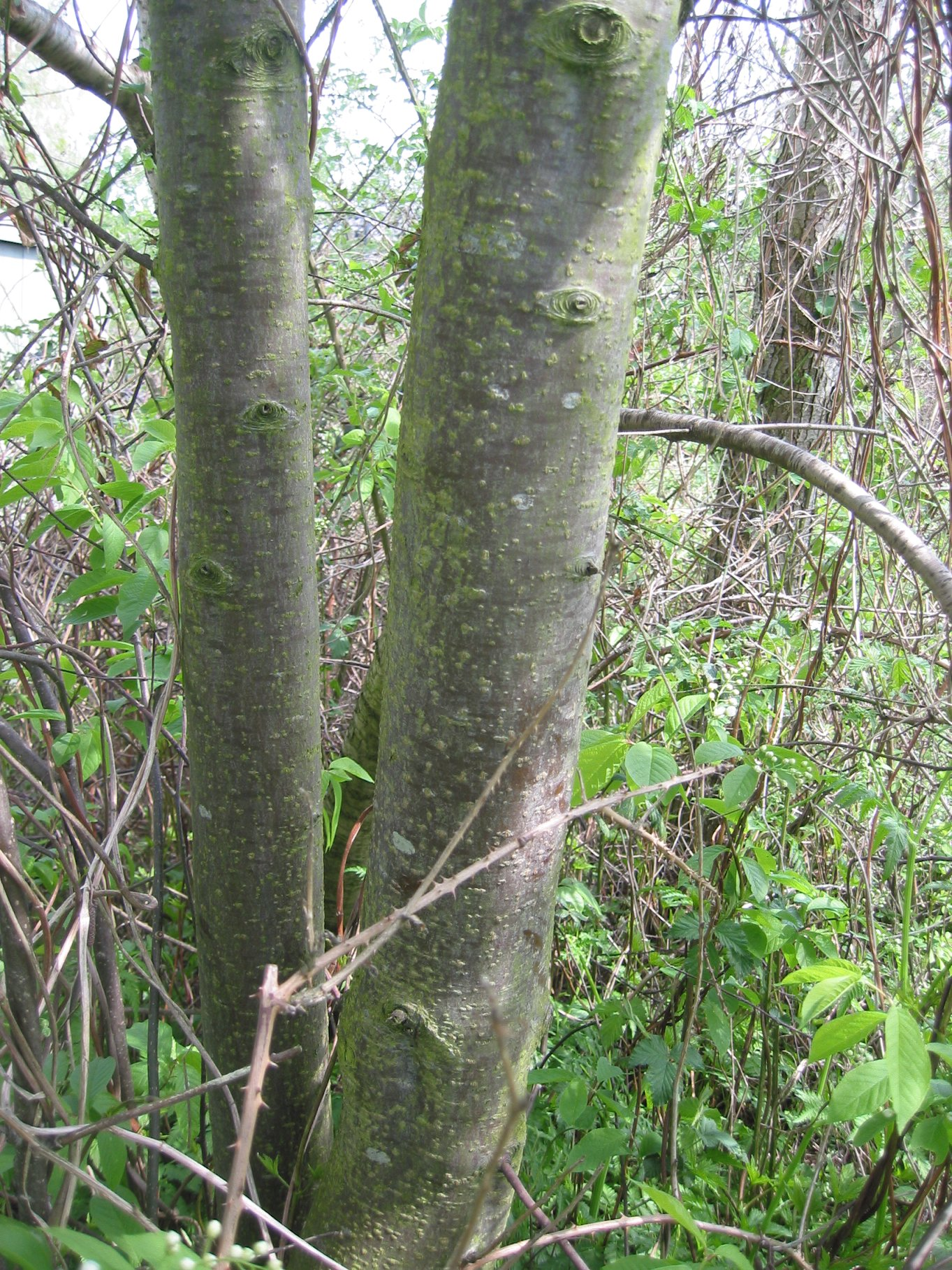
Stamm
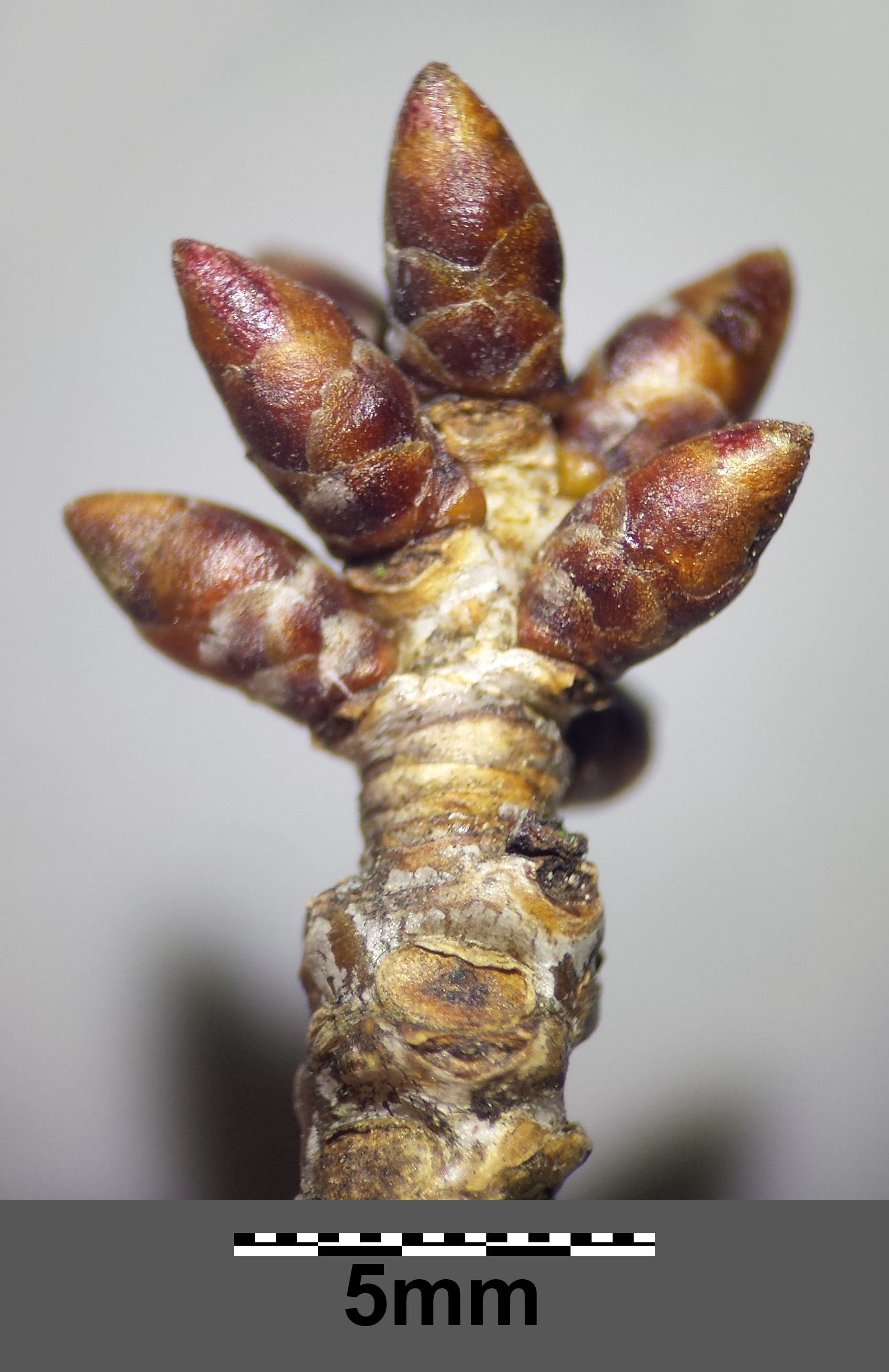
Kurztrieb mit Knospen
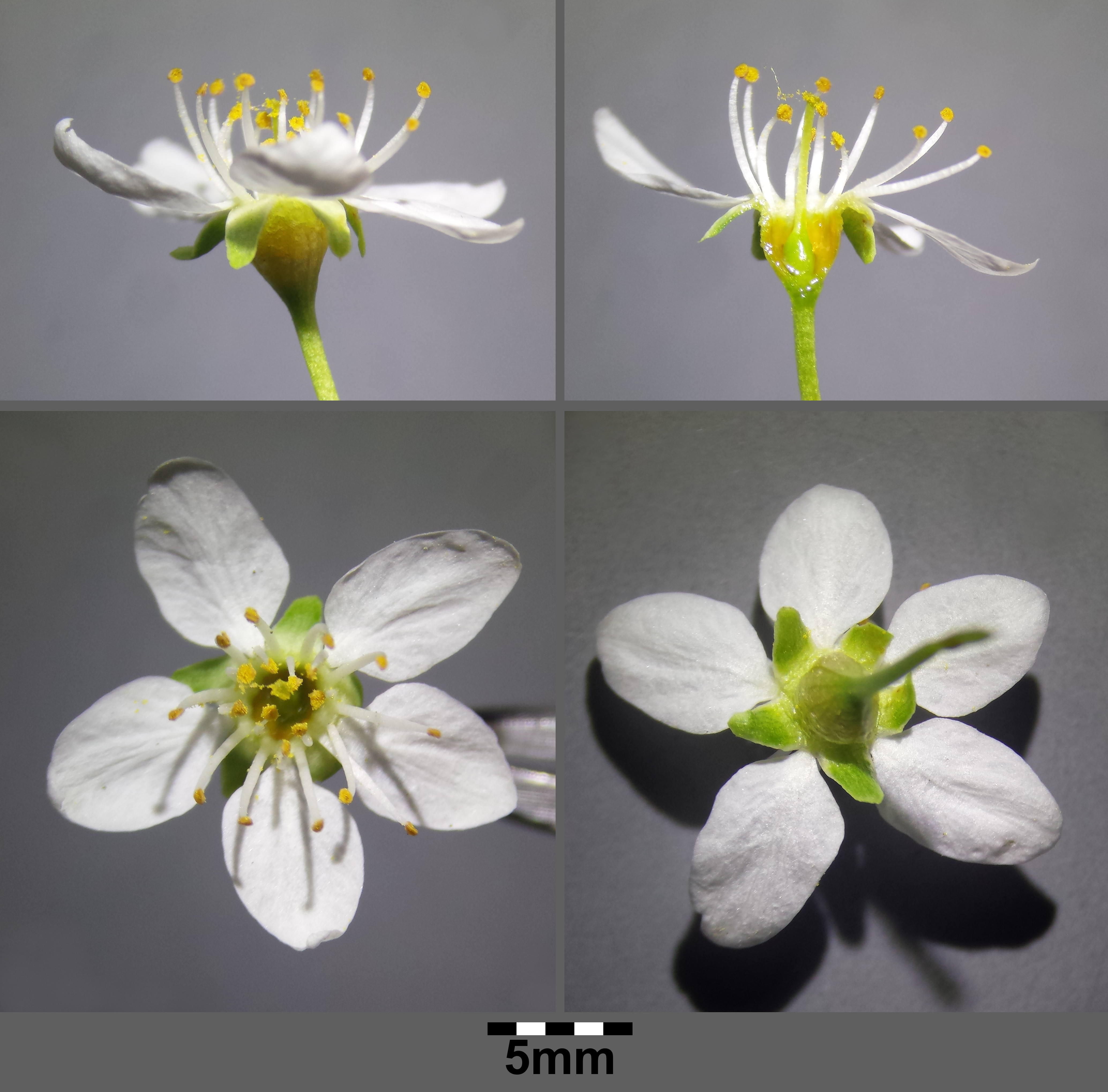
Blüte
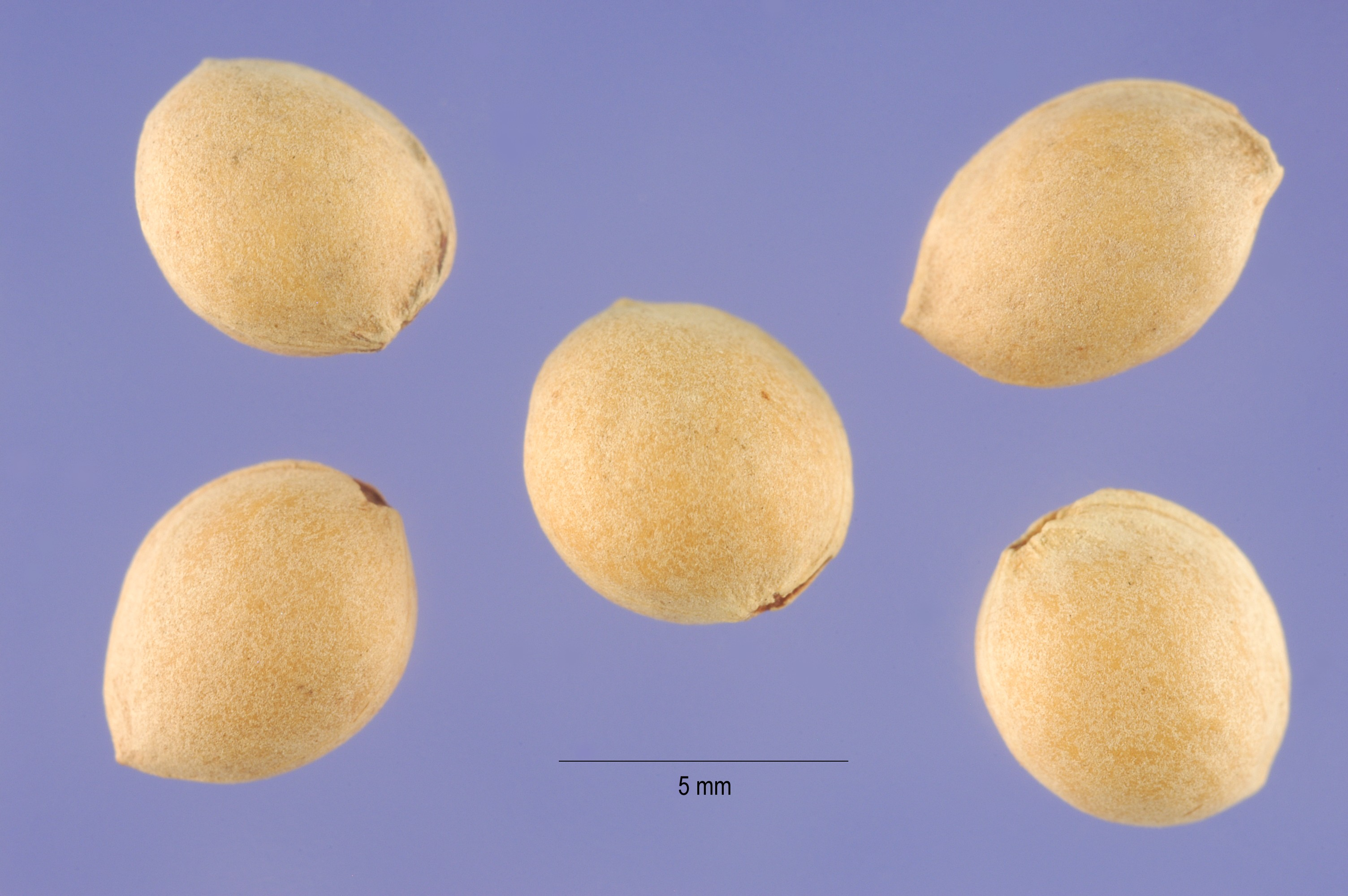
Steinkerne